# Distretto di Gulbarga
Il distretto di Gulbarga è un distretto del Karnataka, in India, di 3 124 858 abitanti. È situato nella divisione di Gulbarga e il suo capoluogo è Gulbarga.